# Augusto Vargas Alzamora
Augusto Vargas Alzamora, S.J. (9 de novembro de 1922 — 4 de setembro de 2000) foi um cardeal peruano, arcebispo de Lima.

## Biografia
Nasceu em Lima em 9 de novembro de 1922. Era filho de Eduardo Vargas O’Dowling e María Luisa Alzamora Bustamante. Realizou seus estudos primários e secundários no Colegio de la Inmaculada da Companhia de Jesus em Lima, ingressando em 1939 com o prêmio de Excelência de Honra, prêmio máximo. Em 10 de março de 1940 ingressou no noviciado San Estanislao de Kostka da Companhia de Jesus, em Miraflores, fazendo seus primeiros votos em 1942.
Para completar sua formação humanística, viajou a Argentina e Espanha. Começou seus estudos filosóficos (1946-1949), primeiro na faculdade de San Miguel, em Buenos Aires e depois na faculdade de Filosofia e Teologia de Chamartín de la Rosa na cidade de Madri (1947). De volta a Lima, optou pelo grau em educação, na Universidade de San Marcos. Mudou-se para a cidade de Arequipa, onde realizou sua etapa de magistério no antigo colégio de San José, entre os anos de 1949 e 1951.
Em 1952, novamente viajou à Espanha para realizar estudos teológicos na Faculdade de Teologia de Granada. Recebeu a ordenação sacerdotal em Madri, em 15 de julho de 1955. Ao regressar ao Peru foi nomeado diretor espiritual e depois Reitor do Colégio da Imaculada, o mesmo onde estudara em sua infância (1970-1975). Em 1975 foi nomeado Delegado Provincial para as obras de educação da Companhia de Jesus no Peru e foi também conselheiro provincial e professor de noviços. Além disso, foi o primeiro diretor no Peru da obra "Fe y Alegría".
O Papa Paulo VI o nomeou bispo-titular de Cisse e Vigário Apostólico de Xaém e bispo do Vicariato Apostólico "San Francisco Javier" em Xaém, Peru, em 8 de junho de 1978. Recebeu a consagração episcopal por Carlo Furno, arcebispo-titular de Abari, em 15 de agosto.
Em 1982 foi nomeado Secretário Geral do Episcopado Peruano. O Papa João Paulo II aceitou sua renúncia ao governo pastoral do Vicariato Apostólico de Xaém em 23 de agosto de 1985. O Papa o nomeou Arcebispo Metropolitano de Lima e Primaz do Peru em 30 de dezembro de 1989. Tomou posse canônica da sé em 26 de janeiro de 1990, sucedendo no cargo ao Cardeal Juan Landázuri Ricketts.
Foi nomeado Cardeal da Igreja Católica pelo Papa João Paulo II no consistório de 26 de novembro de 1994, recebendo o título de São Roberto Belarmino.
Destacou-se por sua preocupação em torno dos problemas dos direitos humanos e liberdades cívicas que afetavam sua obra pastoral, advogando pela reconciliação da família cristã.
Em janeiro de 1999, o Papa João Paulo II aceitou sua renúncia ao governo pastoral da Arquidiocese de Lima, de acordo com o disposto pelo cânon 401 § 1 do Código de Direito Canônico. Para suceder-lhe foi nomeado o monsenhor Juan Luis Cipriani Thorne, da prelatura pessoal da Opus Dei.
Na madrugada de 4 de setembro de 2000, na Clínica Tezza de Lima, faleceu aos 77 anos. Está enterrado na cripta dos arcebispos da Basílica Catedral de Lima.